# Кјузи дела Верна
Кјузи дела Верна (итал. Chiusi della Verna) је насеље у Италији у округу Арецо, региону Тоскана.
Према процени из 2011. у насељу је живело 485 становника. Насеље се налази на надморској висини од 930 м.

## Становништво
| 1936. | 1951. | 1961. | 1971. | 1981. | 1991. | 2001. | 2011. |
| ----- | ----- | ----- | ----- | ----- | ----- | ----- | ----- |
| 4.048 | 4.018 | 3.103 | 2.424 | 2.292 | 2.223 | 2.225 | 2.058 |

## Партнерски градови
- Борго Мађоре
- Хелмштат
- Серавале